# Dreijenborch
De Dreijenborch, aan de Ritzema Bosweg op De Dreijen in Wageningen, werd in 1961 gebouwd. Het heette tot 1972 het NITHO-gebouw naar de gebruiker het 'Nationaal Instituut voor Toegepast Huishoudkundig Onderzoek' dat later 'Instituut voor Landbouwhuishoudkunde' werd genoemd. In 2008 werd het gebouw gesloopt.

## Ontwerp en bouw
De plannen voor het gebouw dateren van 1956 en het was gereed in 1961. De officiële opening door koningin Juliana was op 23 november 1961. Architecten  waren Willem van Tijen, M. Boom en J. Posno van de Rijksgebouwendienst. Het was functionalistische ontwerp in de stijl van het Nieuwe Bouwen resulteerde in een zakelijk T-vormig gebouw met zijvleugels van verschillende hoogten, in een geometrische compositie met transparante en lichtgekleurde gevels. De bouwstijl getuigde van naoorlogs optimisme. De kosten bedroegen ongeveer twee miljoen gulden.

## Geen monumentenstatus
Maar anno 2007 was er van dat optimisme niet veel meer over:
Wageningen UR wilde in 2007 drie gebouwen op De Dreijen afstoten en slopen: De Dreijenborch, het ernaast liggende Ritzema Boshuis en het Botanisch Centrum aan de Arboretumlaan. Geen van deze panden had een monumentale status, een sloopvergunning kon door de gemeente Wageningen niet worden geweigerd.
Al in 2003 had de gemeente onderzoek laten doen naar de cultuurhistorische kwaliteiten van een aantal panden van de WUR. Daaruit kwam de Dreijenborch als een van de meest waardevolle gebouwen naar voren. De toekenning van een monumentenstatus bleef echter uit. In 2005 waren er besprekingen tussen de gemeente en WUR. Onderdeel van de ondehandelingen was het behoud en herbestemming van een aantal WUR panden. Afgesproken was om gedurende de onderhandelingen de gebouwen met rust te laten: De WUR zou niet slopen, de gemeente zou geen monumenten aanwijzen. In 2006 moest men constateren dat de onderhandelingen mislukt waren. In 2007 vroeg de universiteit sloopvergunningen aan voor de drie gebouwen en de gemeente kon niet anders dan deze aanvrage honoreren.
Een gezamenlijke actie van Wageningen Monumentaal, Bond Heemschut en DOCOMOMO Nederland om de Dreijenborch alsnog aan te wijzen als beschermd monument bereikte geen resultaat.

## Sloop van het 'Mooiste gebouw van Gelderland'
In november 2008 werd de Dreijenborch door lezers van Dagblad De Gelderlander en LUX (Nijmegen) uitgeroepen tot het mooiste / meest bijzondere gebouw uit de naoorlogse wederopbouwperiode in Gelderland. Er waren 109 stemmen uitgebracht en de Dreijenborch kreeg er twintig. Het Arnhemse Provinciehuis behaalde de tweede plaats. 
'Platform De Dreijen' van 'Wageningen Monumentaal' deed nog een laatste poging de Dreijenborch te behouden, maar boekte geen resultaat, burgemeester en wethouders zagen geen argument voor het intrekken van de sloopvergunning. De drie panden op De Dreijen stonden vanaf 2008 leeg. In april 2009 werd begonnen met afbraak van de Dreijenborch. De sloop was in oktober voltooid.

## Fotogalerij

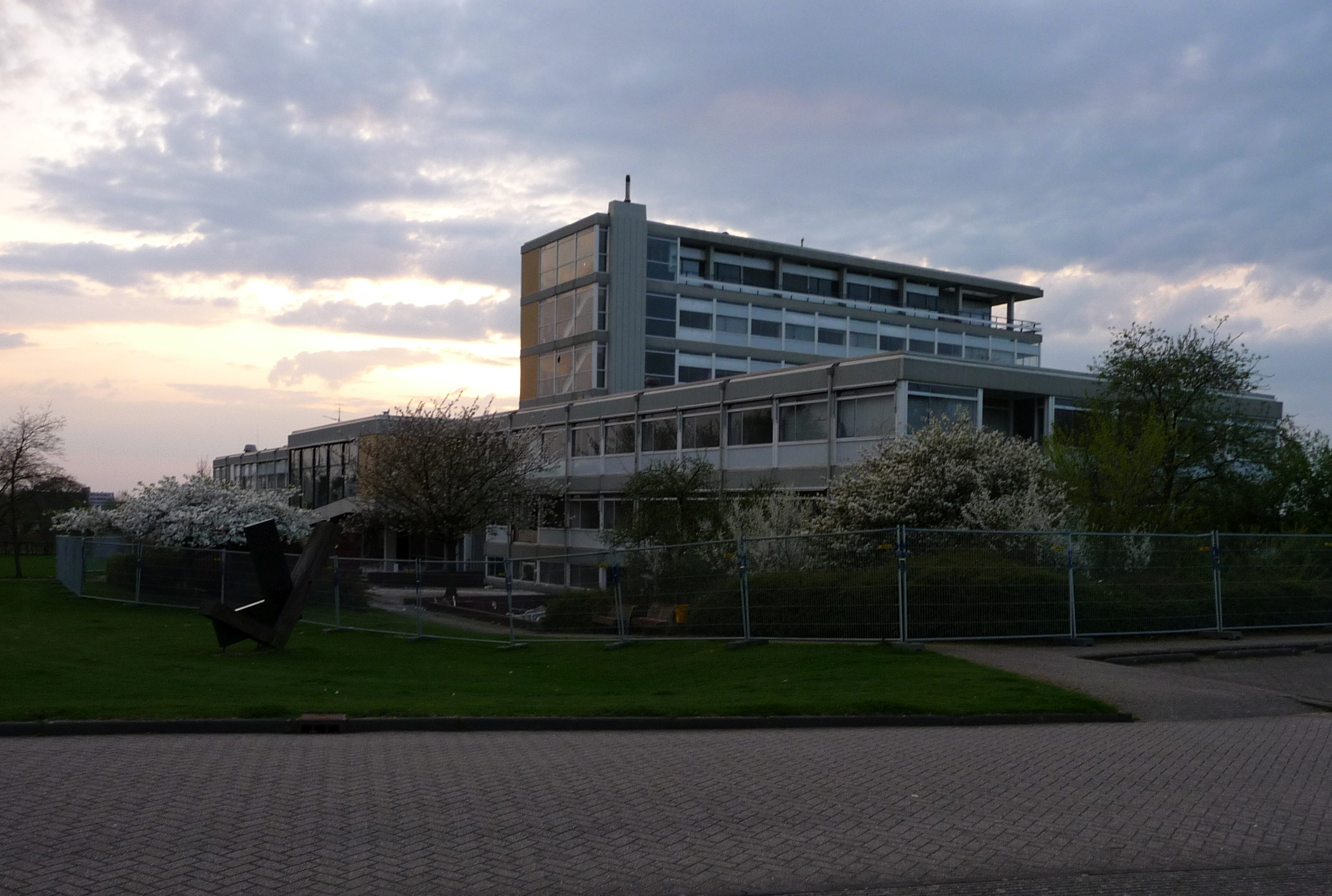
Vanuit het zuiden, april 2009
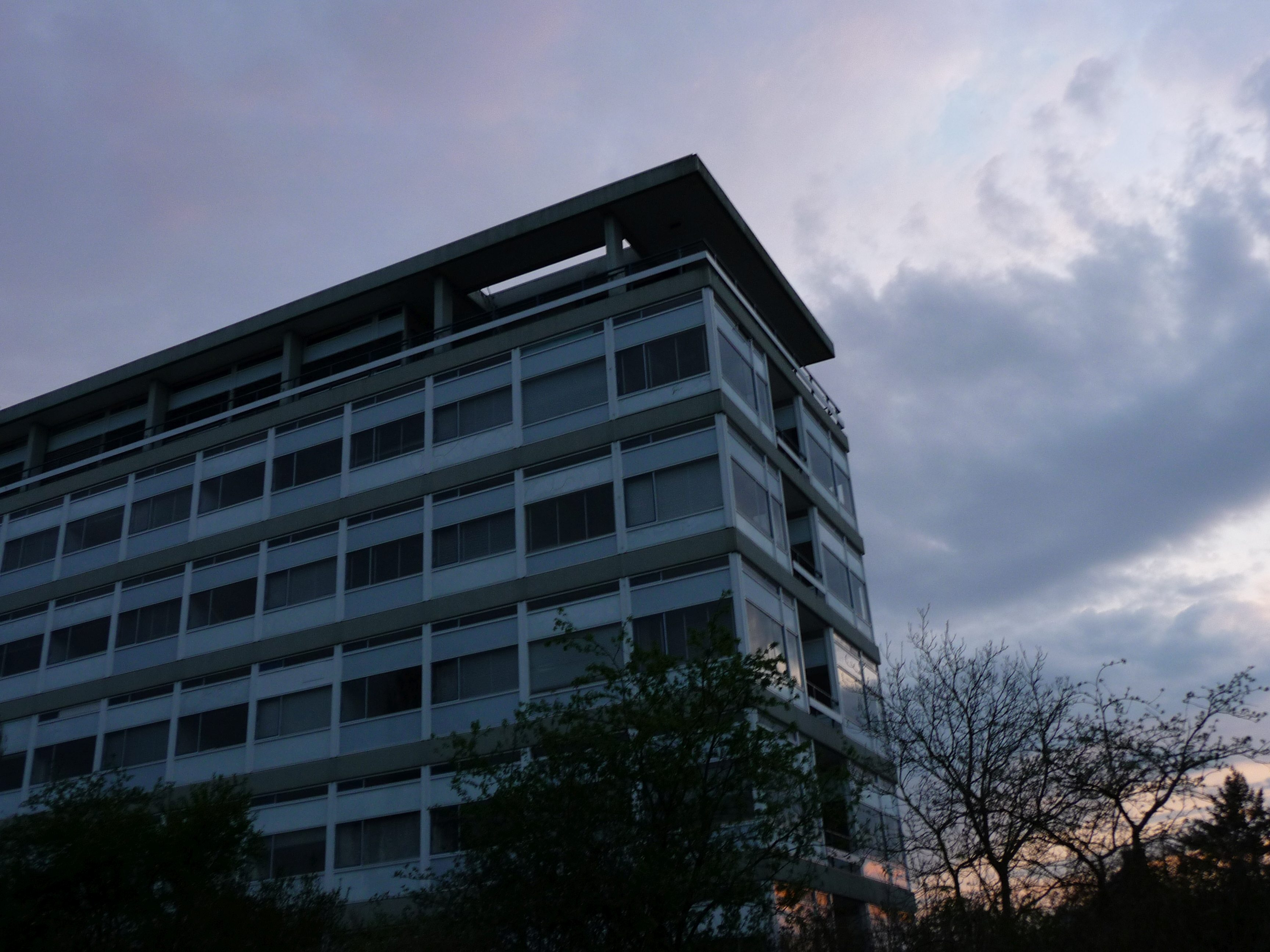
Vanaf Ritzema Bosweg, april 2009
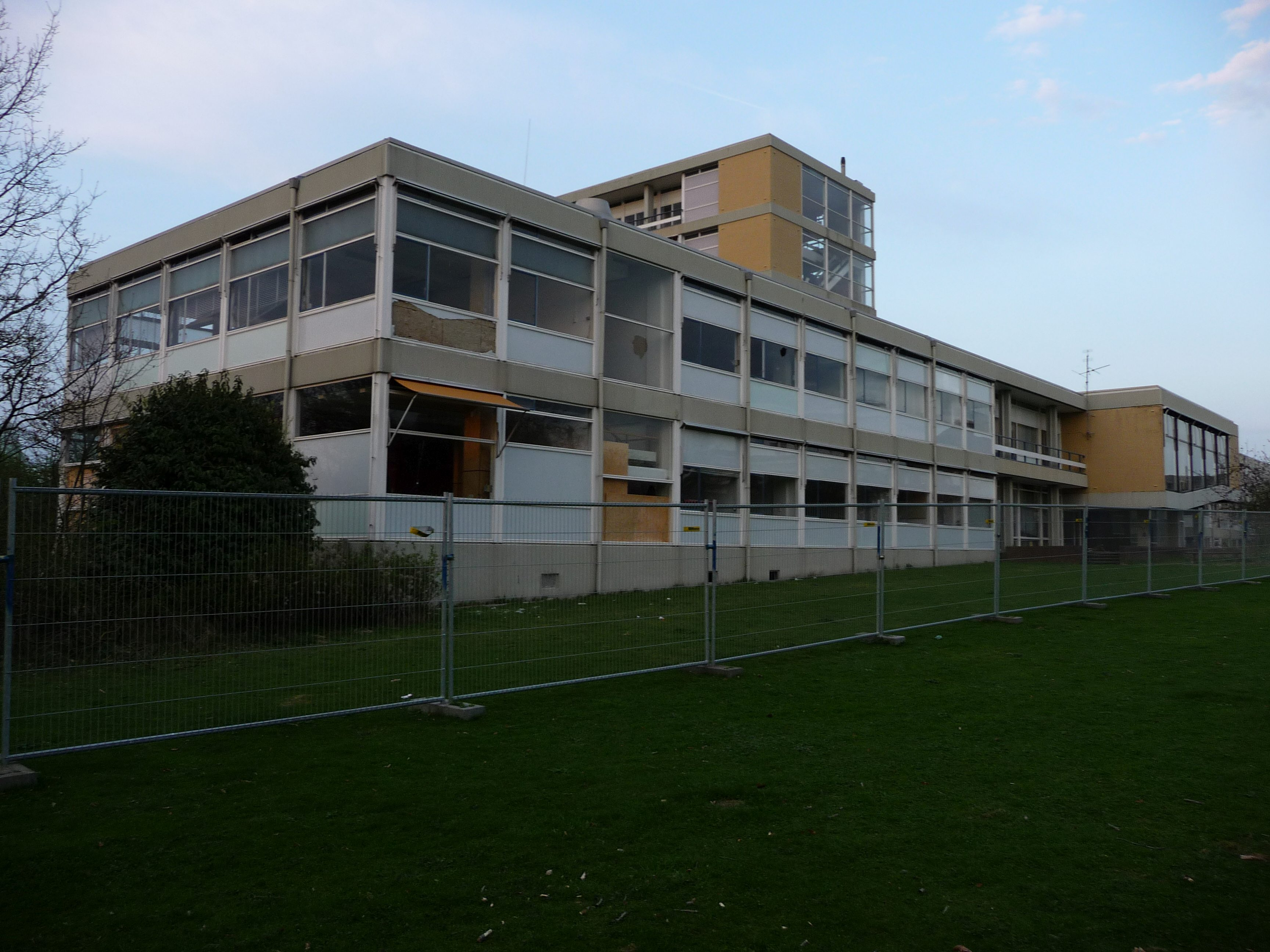
april 2009
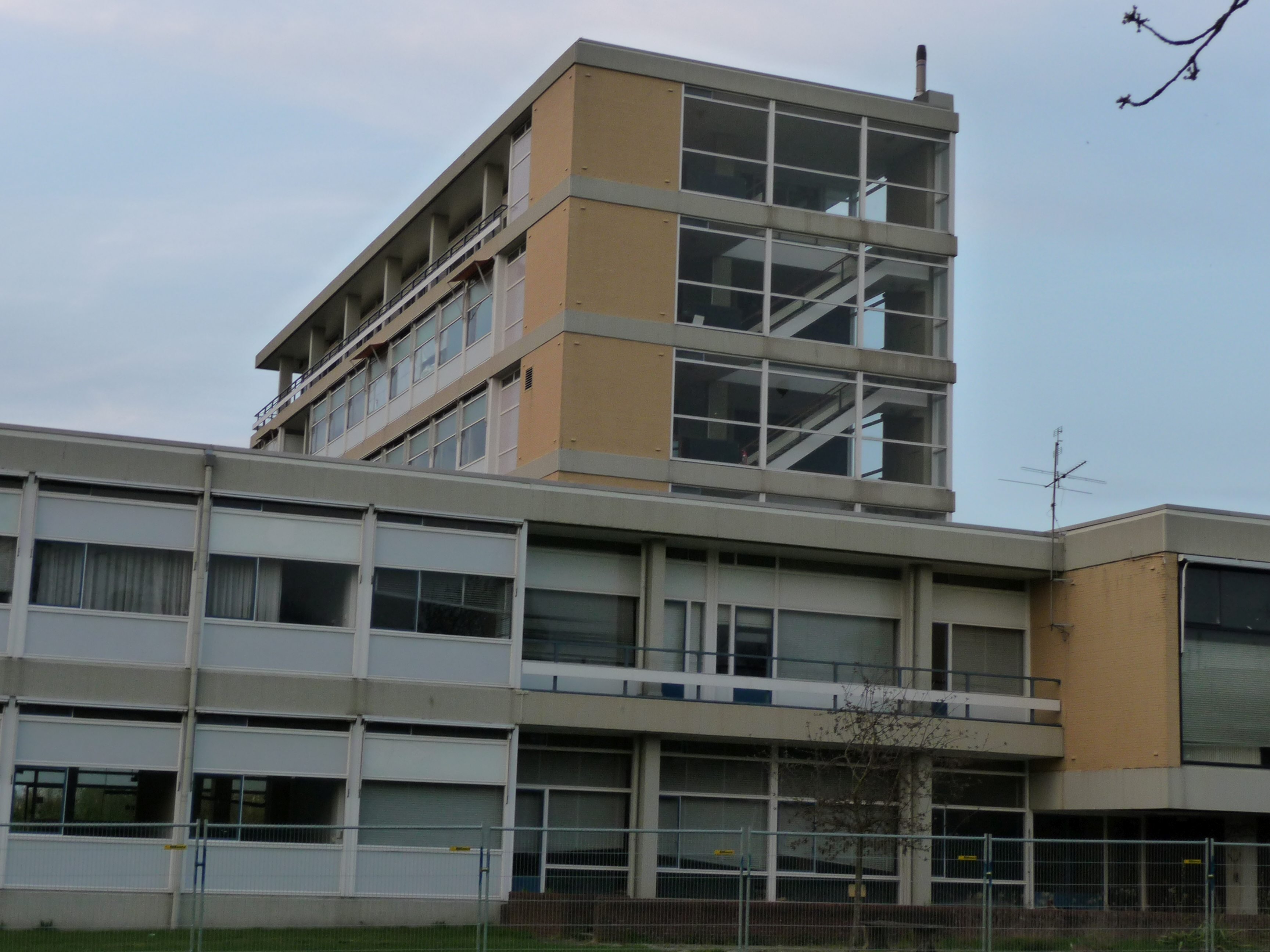
april 2009
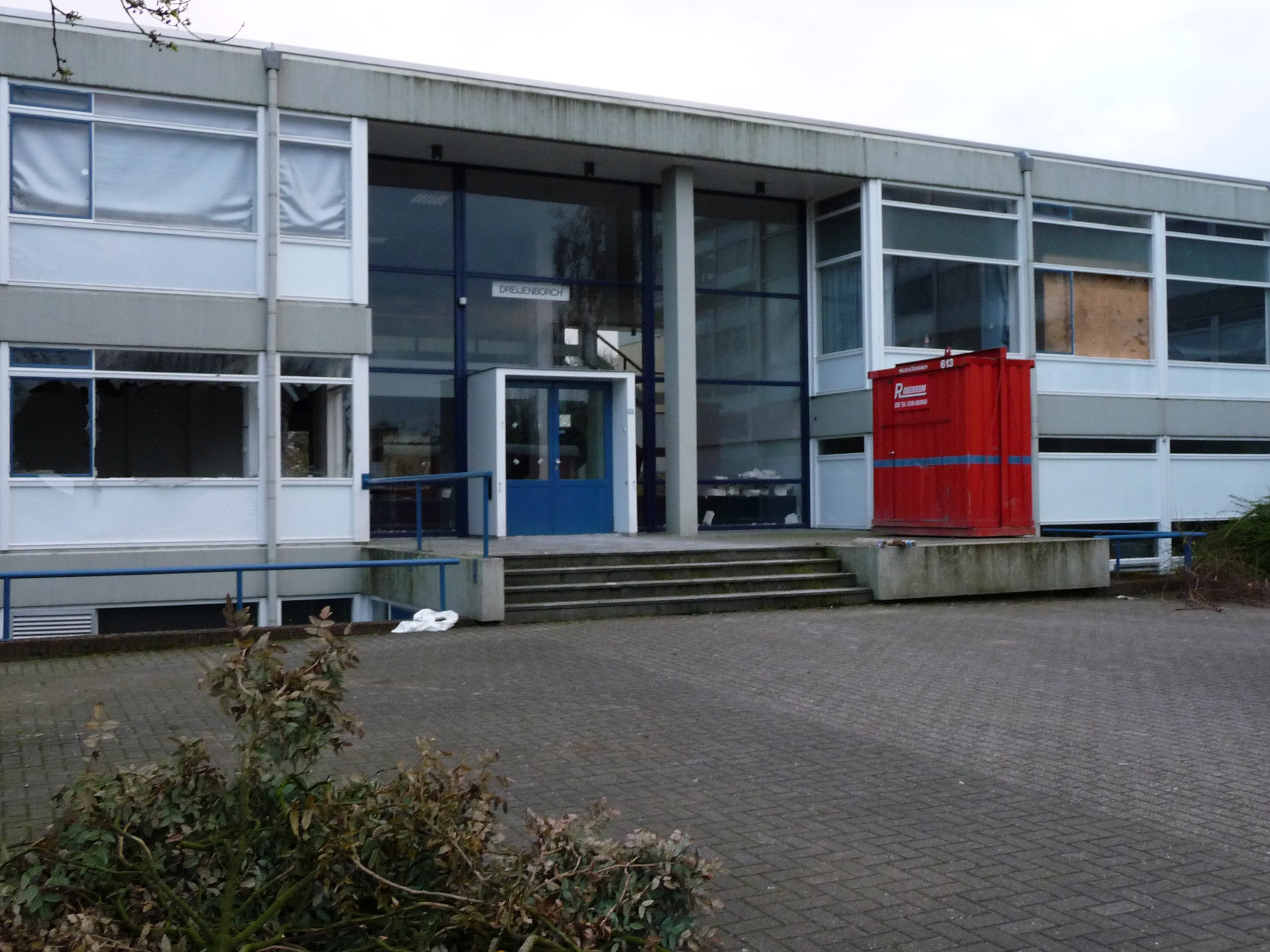
Hoofdingang, april 2009
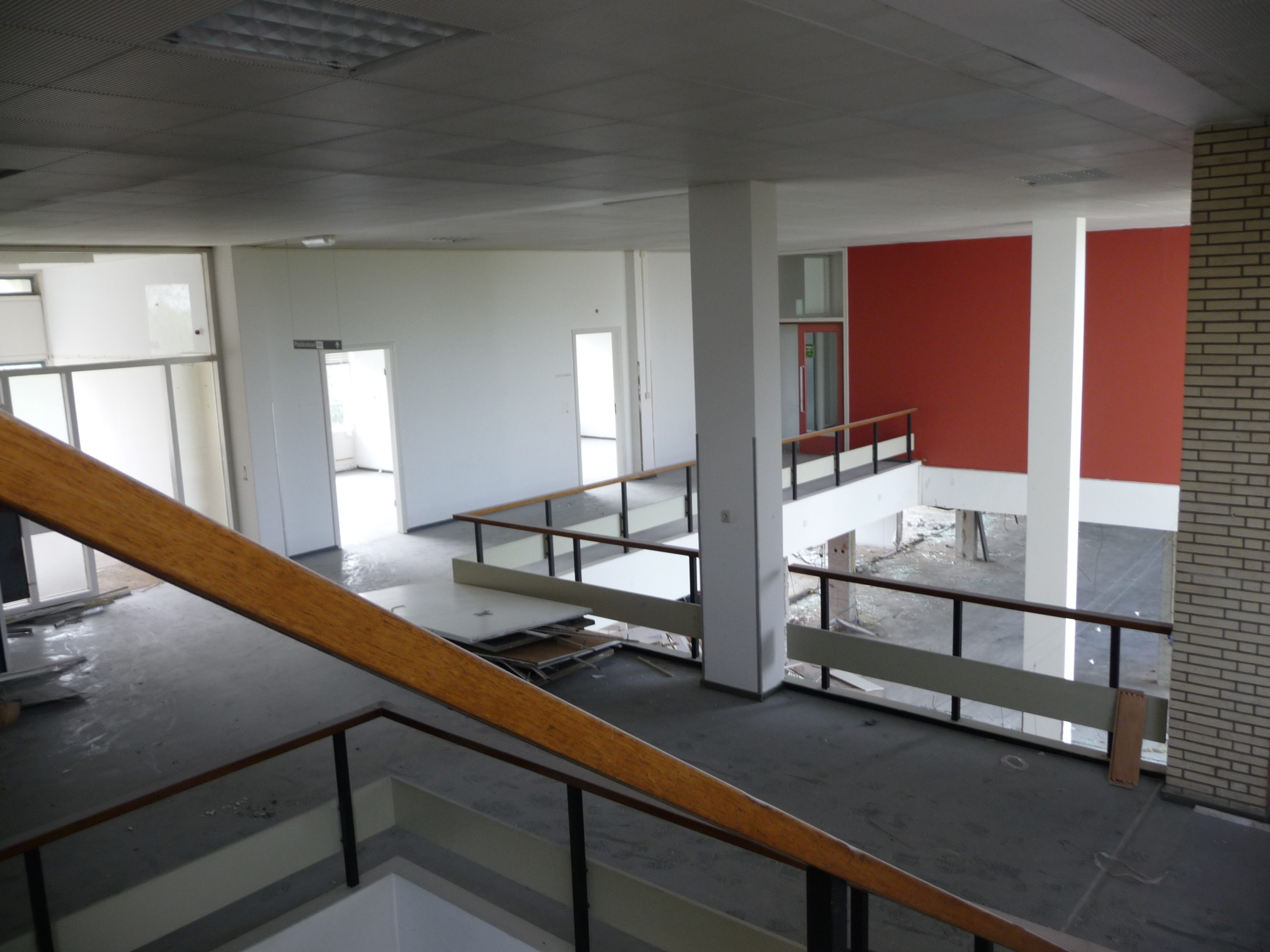
Interieur, april 2009
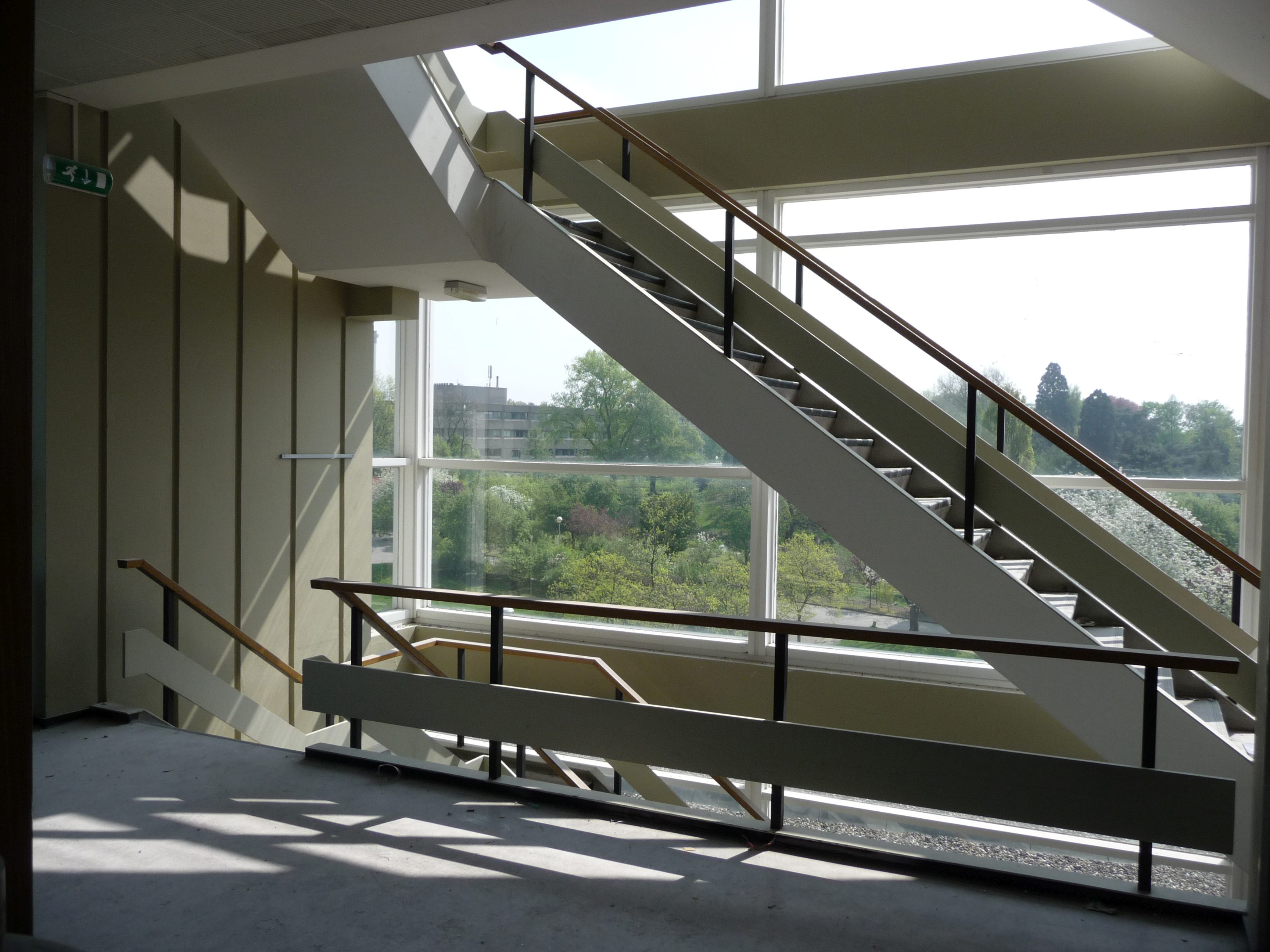
Trappenhuis, april 2009
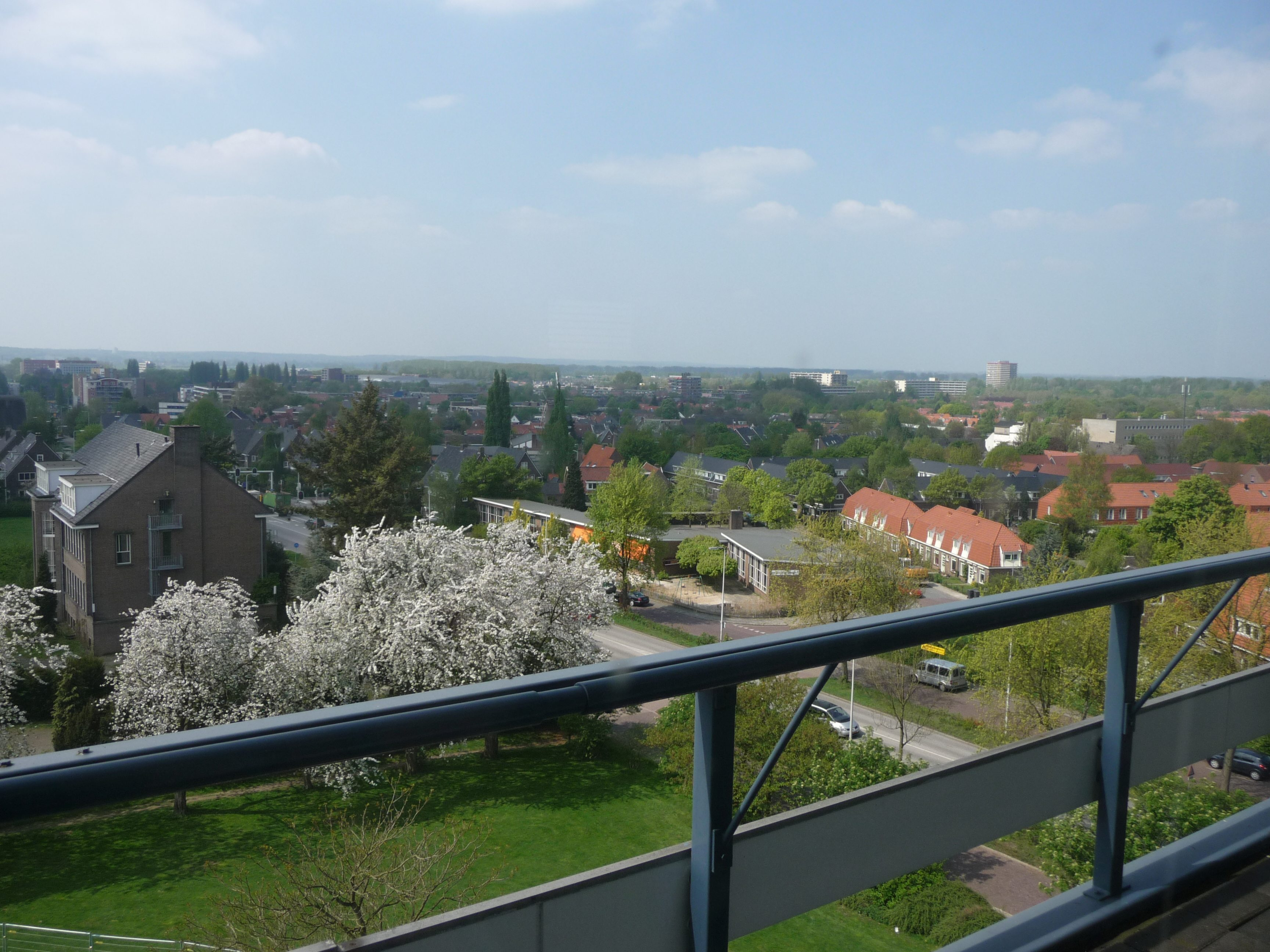
Uitzicht vanaf bovenste omloop, links Ritzema Boshuis, april 2009